# Ophioderma propinqua
Ophioderma propinqua är en ormstjärneart som beskrevs av Jean Baptiste François René Koehler 1895. Ophioderma propinqua ingår i släktet Ophioderma och familjen Ophiodermatidae. Inga underarter finns listade i Catalogue of Life.